# Canton de Mazamet-2 Vallée du Thoré
Le canton de Mazamet-2 Vallée du Thoré est une circonscription électorale française du département du Tarn.

## Histoire
Un nouveau découpage territorial du Tarn entre en vigueur à l'occasion des premières élections départementales suivant le décret du 17 février 2014. Les conseillers départementaux sont, à compter de ces élections, élus au scrutin majoritaire binominal mixte. Les électeurs de chaque canton élisent au Conseil départemental, nouvelle appellation du Conseil général, deux membres de sexe différent, qui se présentent en binôme de candidats. Les conseillers départementaux sont élus pour 6 ans au scrutin binominal majoritaire à deux tours, l'accès au second tour nécessitant 12,5 % des inscrits au 1er tour. En outre la totalité des conseillers départementaux est renouvelée. Ce nouveau mode de scrutin nécessite un redécoupage des cantons dont le nombre est divisé par deux avec arrondi à l'unité impaire supérieure si ce nombre n'est pas entier impair, assorti de conditions de seuils minimaux. Dans le Tarn, le nombre de cantons passe ainsi de 46 à 23.
Le canton de Mazamet-2 Vallée du Thoré est formé de communes des anciens cantons de Saint-Amans-Soult (8 communes) et de Mazamet-Nord-Est (3 communes) et d'une fraction de la commune de Mazamet. Il est entièrement inclus dans l'arrondissement de Castres. Le bureau centralisateur est situé à Mazamet.

## Représentation
| Période élective | Période élective | Mandat | Mandat   | Identité           | Nuance | Nuance | Qualité |
| ---------------- | ---------------- | ------ | -------- | ------------------ | ------ | ------ | --- |
| 2015             | 2021             | 2015   | 2021     | Florence Estrabaud |        | DVG    | Chef d'entreprise Première adjointe au maire de Pont-de-Larn                                                                                      |
| 2015             | 2021             | 2015   | 2021     | Daniel Vialelle    |        | PS     | Maire de Saint-Amans-Soult (1998-2020) Conseiller général du Canton de Saint-Amans-Soult (2001-2015) 8ème Vice-Président du Conseil départemental |
| 2021             | 2028             | 2021   | en cours | Florence Estrabaud |        | DVG    | Conseillère sortante |
| 2021             | 2028             | 2021   | en cours | Daniel Vialelle    |        | PS     | Conseiller sortant, 8ème vice-président chargé des mobilités                                                                                      |

### Résultats détaillés

#### Élections de mars 2015
À l'issue du 1er tour des élections départementales de 2015, trois binômes sont en ballottage : Florence Estrabaud et Daniel Vialelle (DVG, 34,36 %), Lucie Duquesne et Olivier Fabre (DVD, 33,48 %) et Stéphane Gallois et Lætitia Nègre (FN, 25,74 %). Le taux de participation est de 59,05 % (7 846 votants sur 13 287 inscrits) contre 58,71 % au niveau départemental et 50,17 % au niveau national.
Au second tour, Florence Estrabaud et Daniel Vialelle (DVG) sont élus avec 40,01 % des suffrages exprimés et un taux de participation de 62,2 % (3 201 voix pour 8 266 votants et 13 289 inscrits).
Daniel Vialelle est apparenté PS.

#### Élections de juin 2021
Le premier tour des élections départementales de 2021 est marqué par un très faible taux de participation (33,26 % au niveau national). Dans le canton de Mazamet-2 Vallée du Thoré, ce taux de participation est de 37,82 % (4 886 votants sur 12 919 inscrits) contre 39,08 % au niveau départemental. À l'issue de ce premier tour, deux binômes sont en ballottage : Florence Estrabaud et Daniel Vialelle (DVG, 60,3 %) et Christelle Aukara et Hervé Croguennec (RN, 25,74 %).
Le second tour des élections est marqué une nouvelle fois par une abstention massive équivalente au premier tour. Les taux de participation sont de 34,36 % au niveau national, 39,14 % dans le département et 37,51 % dans le canton de Mazamet-2 Vallée du Thoré. Florence Estrabaud et Daniel Vialelle (DVG) sont élus avec 70,77 % des suffrages exprimés (3 215 voix pour 4 846 votants et 12 920 inscrits),,.

## Composition
| Nom                                 | Code Insee | Intercommunalité        | Superficie (km2) | Population (dernière pop. légale)               | Densité (hab./km2) | Modifier                                    |
| ----------------------------------- | ---------- | ----------------------- | ---------------- | ----------------------------------------------- | ------------------ | ------------------------------------------- |
| Mazamet (bureau centralisateur)     | 81163      | CA de Castres-Mazamet   | 72,08            | Fraction : 7 730 (2022) Commune : 10 123 (2022) | 140                | modifier les données · modifier les données |
| Albine                              | 81005      | CC Thoré Montagne Noire | 17,15            | 512 (2022)                                      | 30                 | modifier les données · modifier les données |
| Bout-du-Pont-de-Larn                | 81036      | CC Thoré Montagne Noire | 7,63             | 1 249 (2022)                                    | 164                | modifier les données · modifier les données |
| Labastide-Rouairoux                 | 81115      | CC Thoré Montagne Noire | 23,67            | 1 418 (2022)                                    | 60                 | modifier les données · modifier les données |
| Lacabarède                          | 81121      | CC Thoré Montagne Noire | 14,50            | 289 (2022)                                      | 20                 | modifier les données · modifier les données |
| Pont-de-Larn                        | 81209      | CA de Castres-Mazamet   | 34,51            | 2 866 (2022)                                    | 83                 | modifier les données · modifier les données |
| Le Rialet                           | 81223      | CC Thoré Montagne Noire | 7,64             | 63 (2022)                                       | 8,2                | modifier les données · modifier les données |
| Rouairoux                           | 81231      | CC Thoré Montagne Noire | 28,48            | 387 (2022)                                      | 14                 | modifier les données · modifier les données |
| Saint-Amans-Soult                   | 81238      | CA de Castres-Mazamet   | 24,87            | 1 524 (2022)                                    | 61                 | modifier les données · modifier les données |
| Saint-Amans-Valtoret                | 81239      | CC Thoré Montagne Noire | 35,58            | 862 (2022)                                      | 24                 | modifier les données · modifier les données |
| Sauveterre                          | 81278      | CC Thoré Montagne Noire | 12,39            | 186 (2022)                                      | 15                 | modifier les données · modifier les données |
| Le Vintrou                          | 81321      | CC Thoré Montagne Noire | 11,38            | 91 (2022)                                       | 8,0                | modifier les données · modifier les données |
| Canton de Mazamet-2 Vallée du Thoré | 8117       |                         |                  | 17 177 (2022)                                   |                    | modifier les données                        |

Le nouveau canton de Mazamet-2 Vallée du Thoré comprend :
1. onze communes,
2. la partie de la commune de Mazamet non incluse dans le canton de Mazamet-1, soit celle située à l'est d'une ligne définie par l'axe des voies et limites suivantes : à partir de la limite territoriale de la commune d'Aussillon, avenue du Maréchal-Foch, avenue Albert-Rouvières, rue Édouard-Barbey, cours René-Reille, rue Paul-Brénac, boulevard du Maréchal-Soult, avenue Georges-Guynemer, jusqu'à la limite territoriale de la commune d'Aussillon.

## Démographie
En 2022, le canton comptait 17 177 habitants, en évolution de +0,54 % par rapport à 2016 (Tarn : +2,52 %, France hors Mayotte : +2,11 %).
| 2013   | 2018   | 2022   |
| ------ | ------ | ------ |
| 17 324 | 16 870 | 17 177 |